# Kangarosa properipes
Kangarosa properipes is een spinnensoort in de taxonomische indeling van de wolfspinnen (Lycosidae).
Het dier behoort tot het geslacht Kangarosa. De wetenschappelijke naam van de soort werd voor het eerst geldig gepubliceerd in 1909 door Simon.